# Палафружель
Палафруже́ль (кат. Palafrugell, вимова літературною каталанською [pəłəfɾuʒέʎ]) - муніципалітет, розташований в Автономній області Каталонія, в Іспанії. Код муніципалітету за номенклатурою Інституту статистики Каталонії - 171175. Знаходиться у районі (кумарці) Баш-Ампурда (коди району - 10 та BM) провінції Жирона, згідно з новою адміністративною реформою перебуватиме у складі Баґарії (округи) Жирона. За кількістю населення у 2007 р. місто займало 58 місце серед муніципалітетів Каталонії.

## Назва муніципалітету
Назва муніципалітету походить від лат. Palatiu Frugelli - "палац Фруґеллія", друге слово можливо походить від германського імені Frauhild.

## Населення
Населення міста (у 2007 р.) становить 21.412 осіб (з них менше 14 років - 15,2%, від 15 до 64 - 68,9%, понад 65 років - 15,9%). У 2006 р. народжуваність склала 290 осіб, смертність - 155 осіб, зареєстровано 76 шлюбів. У 2001 р. активне населення становило 8.815 осіб, з них безробітних - 873 особи.

Серед осіб, які проживали на території міста у 2001 р., 12.236 народилися в Каталонії (з них 9.211 осіб у тому самому районі, або кумарці), 4.086 осіб приїхало з інших областей Іспанії, а 2.000 осіб приїхало з-за кордону. 

Вищу освіту має 6,9% усього населення. 

У 2001 р. нараховувалося 6.568 домогосподарств (з них 21,8% складалися з однієї особи, 27,1% з двох осіб,21,4% з 3 осіб, 19,2% з 4 осіб, 6,2% з 5 осіб, 2,4% з 6 осіб, 1% з 7 осіб, 0,4% з 8 осіб і 0,4% з 9 і більше осіб).

Активне населення міста у 2001 р. працювало у таких сферах діяльності : у сільському господарстві - 3,3%, у промисловості - 14,1%, на будівництві - 23% і у сфері обслуговування - 59,6%. 

 У муніципалітеті або у власному районі (кумарці) працює 6.407 осіб, поза районом - 3.036 осіб.

### Доходи населення
У 2002 р. доходи населення розподілялися таким чином :
| \| Доходи населення за статтями доходів \| Доходи населення за статтями доходів \| Доходи населення за статтями доходів \| \| Рік \| 2002 р. \| 2001 р. \| \| ------------------------------------ \| ------------------------------------ \| ------------------------------------ \| \| Заробітна платня \| 56,6% \| 56,2% \| \| Доходи від ведення бізнесу \| 29,1% \| 29,6% \| \| Соціальна допомога \| 14,3% \| 14,2% \| |         |         |
| Доходи населення за статтями доходів |         |         |
| Рік | 2002 р. | 2001 р. |
| Заробітна платня | 56,6%   | 56,2%   |
| Доходи від ведення бізнесу | 29,1%   | 29,6%   |
| Соціальна допомога | 14,3%   | 14,2%   |

### Безробіття
У 2007 р. нараховувалося 786 безробітних (у 2006 р. - 865 безробітних), з них чоловіки становили 43,1%, а жінки - 56,9%.

## Економіка
У 1996 р. валовий внутрішній продукт розподілявся по сферах діяльності таким чином :
| \| Валовий внутрішній продукт \| Валовий внутрішній продукт \| Валовий внутрішній продукт \| \| Рік \| 1996 р. \| 1991 р. \| \| -------------------------- \| -------------------------- \| -------------------------- \| \| Сільське господарство \| 0,4% \| 0% \| \| Промисловість \| 12,8% \| 0% \| \| Будівництво \| 17,7% \| 0% \| \| Послуги \| 69,2% \| 0% \| |         |         |
| Валовий внутрішній продукт |         |         |
| Рік | 1996 р. | 1991 р. |
| Сільське господарство | 0,4%    | 0%      |
| Промисловість | 12,8%   | 0%      |
| Будівництво | 17,7%   | 0%      |
| Послуги | 69,2%   | 0%      |

### Підприємства міста

#### Промислові підприємства
| \| Промислові підприємства міста, за сферою діяльності \| Промислові підприємства міста, за сферою діяльності \| Промислові підприємства міста, за сферою діяльності \| \| Рік \| 2002 р. \| 2001 р. \| \| --------------------------------------------------- \| --------------------------------------------------- \| --------------------------------------------------- \| \| Енергетичні та водні ресурси \| 0% \| 0% \| \| Хімія та метали \| 3,8% \| 4,1% \| \| Переробка металів \| 26,9% \| 27,8% \| \| Продукти харчування \| 9,6% \| 11,3% \| \| Текстиль \| 8,7% \| 8,2% \| \| Виробництво меблів, видання \| 48,1% \| 46,4% \| \| Інше \| 2,9% \| 2,1% \| \| Усього підприємств \| 104 \| 97 \| |         |         |
| Промислові підприємства міста, за сферою діяльності |         |         |
| Рік | 2002 р. | 2001 р. |
| Енергетичні та водні ресурси | 0%      | 0%      |
| Хімія та метали | 3,8%    | 4,1%    |
| Переробка металів | 26,9%   | 27,8%   |
| Продукти харчування | 9,6%    | 11,3%   |
| Текстиль | 8,7%    | 8,2%    |
| Виробництво меблів, видання | 48,1%   | 46,4%   |
| Інше | 2,9%    | 2,1%    |
| Усього підприємств | 104     | 97      |

#### Роздрібна торгівля
| \| Підприємства роздрібної торгівлі міста, за сферою діяльності \| Підприємства роздрібної торгівлі міста, за сферою діяльності \| Підприємства роздрібної торгівлі міста, за сферою діяльності \| \| Рік \| 2002 р. \| 2001 р. \| \| ------------------------------------------------------------ \| ------------------------------------------------------------ \| ------------------------------------------------------------ \| \| Продукти харчування \| 29,4% \| 29,9% \| \| Одяг та взуття \| 21,9% \| 19,5% \| \| Товари для дому \| 15,1% \| 16,3% \| \| Книги та періодичні видання \| 3,7% \| 3,4% \| \| Промислова хімічна продукція \| 6,8% \| 6,8% \| \| Продукція, пов'язана з транспортними засобами \| 3,9% \| 3,9% \| \| Інше \| 19,1% \| 20,2% \| \| Усього підприємств \| 456 \| 441 \| |         |         |
| Підприємства роздрібної торгівлі міста, за сферою діяльності |         |         |
| Рік | 2002 р. | 2001 р. |
| Продукти харчування | 29,4%   | 29,9%   |
| Одяг та взуття | 21,9%   | 19,5%   |
| Товари для дому | 15,1%   | 16,3%   |
| Книги та періодичні видання | 3,7%    | 3,4%    |
| Промислова хімічна продукція | 6,8%    | 6,8%    |
| Продукція, пов'язана з транспортними засобами | 3,9%    | 3,9%    |
| Інше | 19,1%   | 20,2%   |
| Усього підприємств | 456     | 441     |

#### Сфера послуг
| \| Підприємства міста, що працюють у сфері послуг, за діяльністю \| Підприємства міста, що працюють у сфері послуг, за діяльністю \| Підприємства міста, що працюють у сфері послуг, за діяльністю \| \| Рік \| 2002 р. \| 2001 р. \| \| ------------------------------------------------------------- \| ------------------------------------------------------------- \| ------------------------------------------------------------- \| \| Гуртова торгівля \| 8,6% \| 7,5% \| \| Готелі та готельний бізнес \| 24,2% \| 25,5% \| \| Транспорт та зв'язок \| 9,1% \| 9,1% \| \| Посередницькі фінансові послуги \| 4,1% \| 4,6% \| \| Послуги підприємствам \| 7,5% \| 7,3% \| \| Послуги фізичним особам \| 31,2% \| 31% \| \| Нерухомість та ін. \| 15,3% \| 15% \| \| Усього підприємств \| 778 \| 738 \| |         |         |
| Підприємства міста, що працюють у сфері послуг, за діяльністю |         |         |
| Рік | 2002 р. | 2001 р. |
| Гуртова торгівля | 8,6%    | 7,5%    |
| Готелі та готельний бізнес | 24,2%   | 25,5%   |
| Транспорт та зв'язок | 9,1%    | 9,1%    |
| Посередницькі фінансові послуги | 4,1%    | 4,6%    |
| Послуги підприємствам | 7,5%    | 7,3%    |
| Послуги фізичним особам | 31,2%   | 31%     |
| Нерухомість та ін. | 15,3%   | 15%     |
| Усього підприємств | 778     | 738     |

## Житловий фонд
У 2001 р. 4,2% усіх родин (домогосподарств) мали житло метражем до 59 м2, 37,2% - від 60 до 89 м2, 39,8% - від 90 до 119 м2 і
18,7% - понад 120 м2.

З усіх будівель у 2001 р. 30% було одноповерховими, 46,3% - двоповерховими, 20,1
% - триповерховими, 2% - чотириповерховими, 0,8% - п'ятиповерховими, 0,4% - шестиповерховими,
0,1% - семиповерховими, 0,2% - з вісьмома та більше поверхами.

## Автопарк
| \| Автомобілі, зареєстровані у місті, за призначенням \| Автомобілі, зареєстровані у місті, за призначенням \| Автомобілі, зареєстровані у місті, за призначенням \| \| Рік \| 2006 р. \| 2005 р. \| \| -------------------------------------------------- \| -------------------------------------------------- \| -------------------------------------------------- \| \| Приватні автомобілі \| 64,8% \| 65,3% \| \| Мотоцикли \| 14% \| 13,4% \| \| Вантажівки \| 18,6% \| 18,4% \| \| Трактори \| 0,2% \| 0,2% \| \| Автобуси та ін. \| 2,4% \| 2,6% \| \| Усього автомобілів \| 17.472 шт. \| 16.619 шт. \| |            |            |
| Автомобілі, зареєстровані у місті, за призначенням |            |            |
| Рік | 2006 р.    | 2005 р.    |
| Приватні автомобілі | 64,8%      | 65,3%      |
| Мотоцикли | 14%        | 13,4%      |
| Вантажівки | 18,6%      | 18,4%      |
| Трактори | 0,2%       | 0,2%       |
| Автобуси та ін. | 2,4%       | 2,6%       |
| Усього автомобілів | 17.472 шт. | 16.619 шт. |

## Вживання каталанської мови
У 2001 р. каталанську мову у місті розуміли 93,6% усього населення (у 1996 р. - 94,4%), вміли говорити нею 76,9% (у 1996 р. - 
79,6%), вміли читати 77,1% (у 1996 р. - 72,2%), вміли писати 54,2
% (у 1996 р. - 48,2%). Не розуміли каталанської мови 6,4%.

## Політичні уподобання
У виборах до Парламенту Каталонії у 2006 р. взяло участь 7.129 осіб (у 2003 р. - 8.593 особи). Голоси за політичні сили розподілилися таким чином:
| \| Вибори до Парламенту Каталонії \| Вибори до Парламенту Каталонії \| Вибори до Парламенту Каталонії \| \| Рік \| 2006 р. \| 2003 р. \| \| -------------------------------------- \| ------------------------------ \| ------------------------------ \| \| Конвергенція та Єднання (CiU) \| 36,5% \| 35,4% \| \| Соціалістична партія Каталонії (PSC) \| 27,8% \| 31,4% \| \| Народна партія (PP) \| 8,3% \| 8,8% \| \| Ініціатива за Каталонію — Зелені (ICV) \| 8% \| 5,3% \| \| Республіканська лівиця Каталонії (ERC) \| 16,1% \| 17,5% \| \| Громадяни — Громадянська партія (C's) \| 1% \| 0% \| \| Інші \| 2,4% \| 1,8% \| |         |         |
| Вибори до Парламенту Каталонії |         |         |
| Рік | 2006 р. | 2003 р. |
| Конвергенція та Єднання (CiU) | 36,5%   | 35,4%   |
| Соціалістична партія Каталонії (PSC) | 27,8%   | 31,4%   |
| Народна партія (PP) | 8,3%    | 8,8%    |
| Ініціатива за Каталонію — Зелені (ICV) | 8%      | 5,3%    |
| Республіканська лівиця Каталонії (ERC) | 16,1%   | 17,5%   |
| Громадяни — Громадянська партія (C's) | 1%      | 0%      |
| Інші | 2,4%    | 1,8%    |

У муніципальних виборах у 2007 р. взяло участь 7.587 осіб (у 2003 р. - 9.125 осіб). Голоси за політичні сили розподілилися таким чином:
| \| Муніципальні вибори \| Муніципальні вибори \| Муніципальні вибори \| \| Рік \| 2007 р. \| 2003 р. \| \| -------------------------------------- \| ------------------- \| ------------------- \| \| Конвергенція та Єднання (CiU) \| 10,8% \| 12,9% \| \| Соціалістична партія Каталонії (PSC) \| 29,8% \| 32,7% \| \| Народна партія (PP) \| 6,9% \| 5% \| \| Ініціатива за Каталонію — Зелені (ICV) \| 27,5% \| 38,5% \| \| Республіканська лівиця Каталонії (ERC) \| 17,5% \| 5,2% \| \| Громадяни — Громадянська партія (C's) \| 0% \| 0% \| \| Інші \| 7,6% \| 5,6% \| |         |         |
| Муніципальні вибори |         |         |
| Рік | 2007 р. | 2003 р. |
| Конвергенція та Єднання (CiU) | 10,8%   | 12,9%   |
| Соціалістична партія Каталонії (PSC) | 29,8%   | 32,7%   |
| Народна партія (PP) | 6,9%    | 5%      |
| Ініціатива за Каталонію — Зелені (ICV) | 27,5%   | 38,5%   |
| Республіканська лівиця Каталонії (ERC) | 17,5%   | 5,2%    |
| Громадяни — Громадянська партія (C's) | 0%      | 0%      |
| Інші | 7,6%    | 5,6%    |